# Ptininae
Ptininae es una subfamilia de coleópteros polífagos de la familia Ptinidae. Son los "spider beetles" (escarabajos arañas) de los anglosajones. Incluye aproximadamente 500 especies. Actualmente se considera una familia de propio derecho, denominada Ptinidae que incluye Anobiinae, antes considerada una familia.

## Características
Los ptínidos tienen el cuerpo redondeado con patas largas y delgadas y carecen de alas. Miden generalmente de 1 a 5 mm de largo. Tanto las larvas como los adultos son carroñeros. Se reproducen a un ritmo de dos a tres generaciones por año.

## Tribus
- Ectrephini
- Ptinini
- Sphaericini

## Géneros
| - Acanthaptinus - Bellesus - Casapus - Cavoptinus - Chilenogenius - Coleoaethes - Costatomezium - Cryptopeniculus - Cylindroptinus - Cyphoniptus - Damarus - Dignomorphus - Dignomus - Diplocotidus - Epauloecus - Eurostodes - Eurostoptinus - Eutaphrimorphus - Fabrasia - Gibbium | - Gnostus - Hanumanus - Kedirinus - Lachnoniptus - Lapidoniptus - Lepimedozium - Luzonoptinus - Maheoptinus - Meziomorphum - Mezioniptus - Mezium - Myrmecoptinus - Neoptinus - Niptinus - Niptodes - Niptomezium - Niptus - Oviedinus - Paulianoptinus | - Piarus - Pitnus - Prosternoptinus - Pseudeurostus - Pseudomezium - Ptinus - Silisoptinus - Singularivultus - Sphaericus - Stereocaulophilus - Stethomezium - Sulcatogibbium - Sulcoptinus - Tipnus - Trigonogenioptinus - Trigonogenius - Tropicoptinus - Trymolophus - Xylodes - †Sucinoptinus |